# ロスチスラフ1世
ロスチスラフ1世（古ルーシ語:Ростиславъ I Мьстиславичь, 1107/10年 - 1167年）は、スモレンスク公（在位：1125/7年 - 1159年）、ノヴゴロド公（在位：1154年）、キエフ大公（在位：1154年、1159年 - 1161年、1161年 - 1167年）。キエフ大公ムスチスラフ1世の第五子。母はスウェーデン王女クリスティーナ。キエフ大公イジャスラフ2世の弟。

## 経歴
1125年、或いは1127年以降スモレンスク公であり、1140年にはキエフ大公フセヴォロド2世の攻撃を受けるが、スモレンスクを守りきった。1149年 - 1150年には兄イジャスラフ2世とスズダリのユーリー・ドルゴルーキーとのキエフ大公位をめぐる戦いにおいて兄を支援する。1154年にキエフ大公イジャスラフ2世が死去する。大公位をその弟ロスチスラフ1世は叔父のヴャチェスラフとの共同統治の形で継いだ。後者の死後、ロスチスラフは単独でキエフを支配した。しかしユーリーの陣営に属すイジャスラフ3世に敗れ、スモレンスクに撤収した。その後、1157年にユーリーが死去した後、キエフ大公位をイジャスラフ3世が継いだ。ムスチスラフ2世がこれを1158年に打ち破ると、翌年に彼はキエフ大公として叔父のロスチスラフ1世を招いた。
その後、1161年にイジャスラフ3世がキエフを再度征服し、ロスチスラフ1世はベルゴロドに立て籠もる。1162年、イジャスラフはこれを攻め落とそうとするがこれに失敗し、ロスチスラフ1世は反攻に転じた。彼は潰走したイジャスラフ軍を追い、イジャスラフ3世は臣下と共に戦死した。1167年に息子スヴャトスラフを追放したノヴゴロドとの調停のためにノヴゴロドに向かう。その途中で息子とノヴゴロドとの和解が成立したために帰還したが、スモレンスクに立ち寄った際には重病にかかっており、キエフを目前にして死去した。

## 子女
- ロマン（1132/5年 - 1180年） - キエフ大公
- スヴャトスラフ（1134/9年 - 1170年） - ノヴゴロド公
- リューリク（1137/40年 - 1212年） - キエフ大公
- ダヴィド（1140年 - 1197年） - スモレンスク公
- ムスチスラフ（? - 1180年） - ノヴゴロド公
- ？エレナ[1] - ポーランド王カジミェシュ2世と結婚
- アガフィヤ - ノヴゴロド・セヴェルスキー公オレグと結婚
- アグラフェナ（? - 1237年） - リャザン公イーゴリと結婚
- 娘 - ロストフ公ムスチスラフと結婚